# Cap Roux (Anthéor)
Le cap Roux est un cap du littoral de la Côte d'Azur dans le massif de l'Esterel, situé entre Agay et Théoule-sur-Mer près du quartier d'Anthéor de la commune de Saint-Raphaël, dans le Var.

## Géographie
La pointe du cap Roux est surplombée par les montagnes du pic du cap Roux (454 m) et du Saint-Pilon (442 m). Les roches volcaniques dominent comme dans tout le massif et leur couleur rougeâtre donne le nom au cap. La côte aux environs du cap Roux est caracterisée par des calanques.
Un cantonnement de pêche est nommé pour cap Roux.

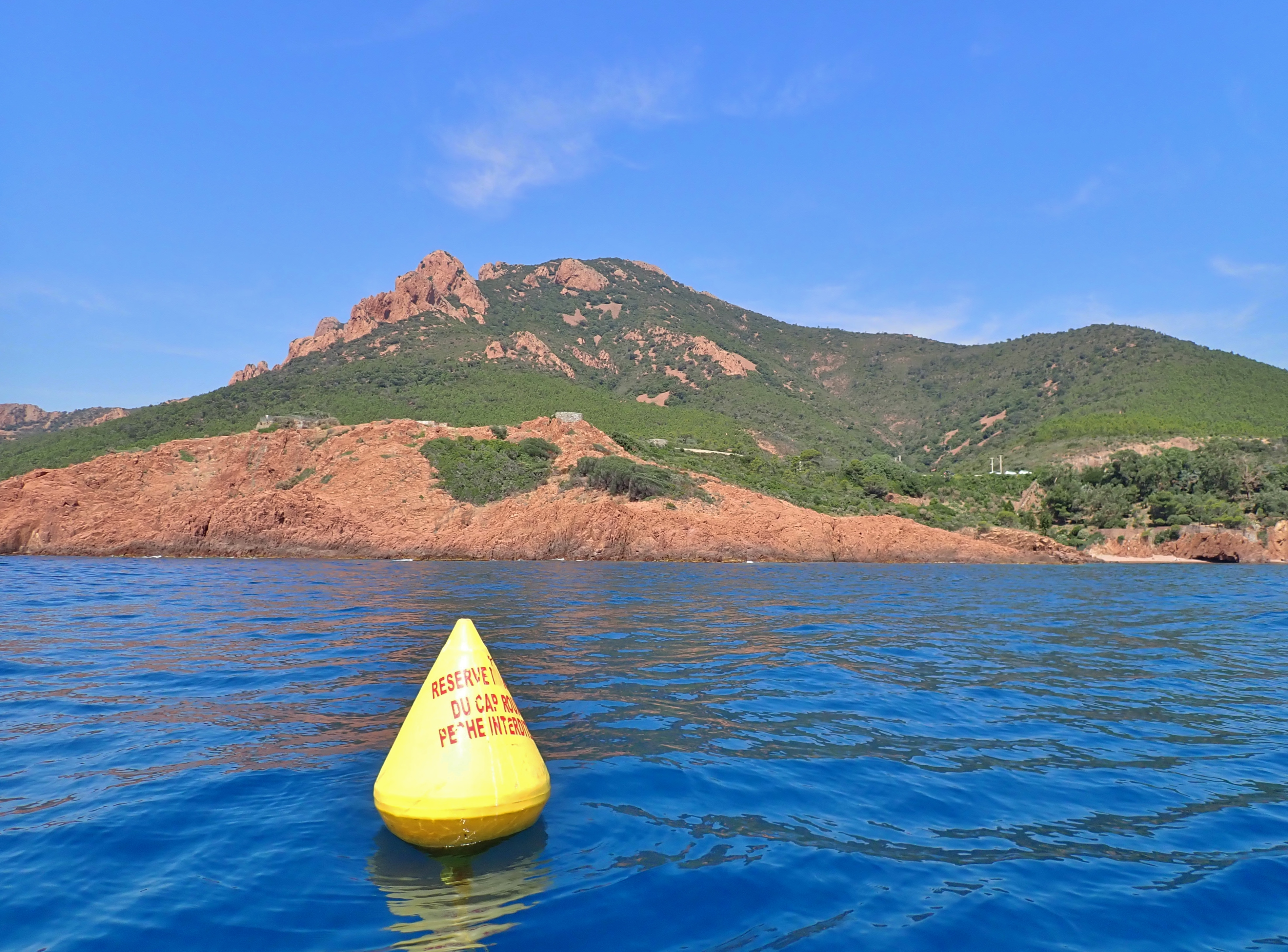
Bouée délimitant le cantonnement de pêche.

## Histoire
Des navires romains ont fait naufrage près de cap Roux, dont les épaves sont indiquées par des champs d'amphores,. 
Les 23 et 24 mai 1805, la corvette Mohawk (elle-même prise aux Britanniques en 1801) sous la commande de capitaine de frégate Ganteaume capture le corsaire britannique Neptune au large de cap Roux.

## Tourisme
La halte d'Anthéor-Cap-Roux sur la ligne de Marseille à Vintimille se trouve à environ 3,5 km au sud-ouest de la pointe du cap Roux et dessert principalement la communauté d'Anthéor avec sa plage et ses hébergements. Il existe des arrêts d'autobus sur la route de Trayas (D 559) en proximité du cap.
Des points de vue sont situés sur la Pointe de l'Observatoire et peuvent être atteints à pied depuis le parking à côté de la route de Trayas par des sentiers. La pointe du cap Roux n'est pas accessible au public.